# Jeff Hackett
Jeffrey David "Jeff" Hackett, född 1 juni 1968, är en kanadensisk före detta professionell ishockeymålvakt som tillbringade 16 säsonger i den nordamerikanska ishockeyligan National Hockey League (NHL), där han spelade för ishockeyorganisationerna New York Islanders, San Jose Sharks, Chicago Blackhawks, Montreal Canadiens, Boston Bruins och Philadelphia Flyers. Han släppte in i genomsnitt 2,90 mål per match och hade en räddningsprocent på .902 samt 26 SO (inte släppt in ett mål under en match) på 500 grundspelsmatcher. Han har en brorson i NHL, målvakten Matt Hackett i Buffalo Sabres.
Han draftades i andra rundan i 1987 års draft av New York Islanders som 34:e spelare totalt.
Den 12 juli 2006 blev Hackett anställd som målvaktstränare för NHL–organisationen Colorado Avalanche, ett jobb han behöll till den 3 juni 2009 när Avalanche gjorde en omstrukturering inom träningsstaben när man valde sparka tränaren Tony Granato.